# Magomedkhan Aratsilov
Magomedkhan Aratsilov est un lutteur soviétique spécialiste de la lutte libre né le 7 mai 1951.

## Biographie
Magomedkhan Aratsilov participe aux Jeux olympiques d'été de 1980 à Moscou dans la catégorie des poids moyens et remporte la médaille d'argent.